# Persona (canción)
«Persona» es una canción grabada por la boy band surcoreana BTS, como un solo del miembro RM. Fue lanzado digitalmente el 12 de abril de 2019 en el álbum de estudio Map of the Soul: Persona.

## Antecedentes y lanzamiento
La canción fue utilizada como un tráiler del álbum Map of the Soul: Persona. El vídeo musical fue lanzado el 27 de marzo de 2019, programado para ser lanzado digitalmente el 12 de abril de 2019.
Durante un comunicado de prensa, Big Hit Entertainment declaró que el tráiler fue una muestra de cómo podría sonar el próximo álbum.

## Promoción
Big Hit promovió la canción en un tuit después de su lanzamiento. Hay planes para promover la canción, junto con el álbum, en la próxima gira Love Yourself: Speak Yourself.

## Vídeo musical
El vídeo musical fue dirigido por Choi Yong-seok y codirigido por Guzza de Lumpens. Yoon Ji-hye y Park Hye-jeong, también de Lumpens, fueron los directores adjuntos, y Nam Hyun-woo de GDW fue el director de Fotografía. Los Directores de Arte fueron Park Jin-sil Park y Kim Bo-na, mientras que Ahn Ye-min y Kim Gyu-hee hicieron parte del el equipo de asistentes de arte. El Iluminista fue Song Hyun-suk, de Real Lighting y Gestión de Artistas fue Kim Shin-gyu, Kim Se-in, Kim Dae-young, Kim Su-bin, Bang Min-wook, Lee Jung-min, An Da-sol, y Park Jun-tae. El Equipo Visual Creativo fue Kim Sung Hyun, Lee Sun-kyoung Kim Ga-eun, y Lee Hye-ri.
El video referencia diversas imágenes y sonidos de su concepto «Skool Luv Affair» que tenían en el año 2014. A través de él, RM puede ser visto a rapeando en un aula vacía y dirigiéndose a un escuadrón de cyborgs. RM es confrontado por varias versiones de sí mismo con palabras como «persona», «sombra» y «ego» que hacen referencia a las teorías de psicología de Carl Jung. En la canción él rapea, «Mi sombra, la escribí y la llamé 'indecisión'». De acuerdo con las teorías de Jung, una «sombra» representa el lado oscuro de la personalidad propia. Entonces RM parece comenzar a rapear desde la perspectiva de su sombra, contando sus defectos sobre el ritmo de una guitarra. Pero RM también encuentra poder para reivindicar estas inseguridades. Además, usa una chaqueta que tiene el emblema: «No le prestes atención al hombre detrás de la cortina», que podría hacer referencia a la teoría de Jung acerca de tener dos versiones de uno mismo: la persona que ve todo el mundo, y la persona detrás de la cortina que está oculta.
Los robots que aparecen en el vídeo musical fueron creados por 3D Humanoid y la versión CGI de RM se realizó a través de captura de movimiento. El vídeo alcanzó cinco millones de visitas en siete horas.

## Composición y letra
La canción pertenece a los géneros de hip-hop y trap, e incluye en su producción la guitarra. También toma una porción de la canción «Intro: Skool Luv Affair» perteneciente al EP de 2014 del mismo nombre.
La primera mitad de la letra de la canción hace preguntas introspectivas sobre la existencia y los defectos de RM, mientras que la segunda parte lo alienta a aceptar estas cualidades. La estructura es similar al de una entrada de diario. RM también menciona controversias pasadas en la letra de «Persona», rapeando «Tres sílabas de mi nombre, y la palabra 'pero' que debe aparecer antes de cualquiera de ellas». Las palabras «pero Namjoon» (El nombre real de RM) ha sido usado por algunos fanáticos en los círculos de K-pop para alejar las críticas de otro artista y en cambio, concentrarse en RM. Según Kelly Wynne, de Newsweek, «La acción de adoptar 'pero Namjoon' puede [...] compararse con otros artistas que usan un discurso de odio contra ellos para transformarlo en una ventaja creativa», como Taylor Swift reclamando el emoji de serpiente y usándolo como símbolo de poder personal. Wynne también definió la canción un «análisis absoluto de la definición del yo», imponiendo también preguntas a los oyentes.

## Recepción
Natalie Morin de Refinery29 describió la canción como colorida y dinámica, mientras que Kelly Wynne de Newsweek comentó que el tema es adecuado como apertura del álbum y que este es «audaz y seguro».

## Posicionamiento en listas

### Semanales
| Lista (2019)                      | Mejor posición |
| --------------------------------- | -------------- |
| Corea del Sur (Gaon)              | 59             |
| Malasia (RIM)                     | 14             |
| Reino Unido (Independent Singles) | 17             |